# Ил-8
Ил-8 (часто используется обозначение Ил-8-1) — проект глубокой модификации штурмовика Ил-2, осуществляемый КБ Ильюшина в годы Великой Отечественной войны. Несмотря на доведение проекта до предсерийных образцов, в серию самолёт так и не пошёл.

## История разработки
В 1942 году ОКБ С. В. Ильюшина получило задание создать тяжелый штурмовик-бомбардировщик на базе Ил-2, который мог бы нести груз до тонны бомб. Техзаданием также предусматривалось улучшение бронирования, усиление огневой мощи, а также ремоторизация на двигатели АМ-42.
Первый вариант Ил-8 (Ил-АМ-42) взлетел 10 мая 1943 года и был выполнен по схеме Ил-2, но имел более длинный (на 130 см) фюзеляж и увеличенную площадь крыла при том же, что у Ил-2 размахе (14,6 м). Кабина была цельнобронированной, вооружение — как на Ил-2, однако также предусматривалась крыльевая установка пушек НС-37. Кроме того, стрелок теперь располагался внутри забронированного объёма, а не за ним, как на Ил-2, что повышало его шансы на выживание. Машина должна была брать на борт 1 тонну бомб и 8 РС-82 или РС-132. Второй вариант, взлетевший 1 января 1944 года, отличался крыльевыми пушками — вместо НС-37 предусматривалась установка штатных для Ил-2 ВЯ-23. Кроме того, если первый вариант частично всё ещё был сделан из дерева, то второй был цельнометаллическим.
Двигатель АМ-38 был заменен на АМ-42 (мощность — 2000 л.с.), в результате максимальная скорость штурмовика на высоте 2240 метров достигала 470 км/ч, что превышало аналогичный показатель Ил-2 почти на 50 км/ч. При наземных испытаниях были выявлены недостатки двигателя — он отличался перебоями в работе, оказался подвержен вибрациям и повышенному дымообразованию.
Тем не менее, испытания лётные прошли очень успешно. Владимир Коккинаки, управлявший самолётом, отметил его предсказуемость и превосходную управляемость. Благодаря мощному мотору, скороподъёмность выросла на 15 %, так же сократилась длина разбега, кроме того, самолёт стал более маневренным. Первый прототип всего совершил 44 полетов длительностью 19.5 часов, по второму прототипу данные отсутствуют. Государственные испытания признали завершенными 12 апреля 1944 года. Главный инженер РККА А. К. Репин написал письмо Маленкову и Шахурину с просьбой принять все усилия по немедленной постановке в серию Ил-8 на авиационных заводах № 1, 18 и 30. В какой-то момент предполагался выпуск Ил-8 параллельно с Ил-2 на заводе № 18. Однако, этим планам не суждено было сбыться из-за быстрого прогресса по Ил-10.
После закрытия программы Ил-8 Ильюшин предложил проект глубокой переработки, Ил-8-2, использующий так же наработки и результаты лётных испытаний Ил-10. Была переработана кабина пилота и турель стрелка, изменился состав вооружения и система охлаждения двигателя. Коррекция облика фюзеляжа и новый четырёхлопастной винт привели к тому, что скорость достигла 461 км/ч на уровне моря. Несмотря на одобрение проекта военными, в серию самолёт не пошёл. Некоторое время КБ продвигало программу ремоторизации Ил-8-2 на АМ-43, форсированную версию АМ-42, однако данная программа не получила развития. Программа Ил-8 была реализована только в части ремоторизации некоторой части Ил-2 двигателем АМ-42.

## Вооружение
Пушечное вооружение состояло из двух пушек ВЯ-23 в крыльях (или НС-37), а также двух 7,62 пулеметов ШКАС  ( по 750 патронов на пулемет). Кроме того, кормовой стрелок был вооружен 20-мм пушкой УБ-20 Берёзина(на первом лётном образце был установлен 12.7-мм пулемёт УБК) , для стрельбы назад, в переработанной бронированной турельной установке, 8-12 РО-132 и до 1000 кг бомб.

## Варианты
- Разведывательный вариант — проектировался, отличался уменьшенным составом вооружения и более мощной радиостанцией.[2] Предполагался так же для использования в качестве самолёта-корректировщика[2].